# Ланно, Франсуа
Франсуа Гаспар Эме Ланно (фр. François Gaspard Aimé Lanno; 16 февраля 1800, Рен — 5 сентября 1871, Бомон-сюр-Уаз) — французский скульптор.

## Биография
Родился в 1800 году в Ренне (Бретань) в семье Франсуа Ланно, служителя городского арсенала, и его супруги Жанны, урождённой Дюпюи. 
Учился ремеслу скульптора сперва в Школе изящных искусств Ренна, где в 1817 году получил премию в области скульптуры, а затем, начиная с 1818 года, в Высшей школе изящных искусств Парижа, где его наставниками были Пьер Картелье и Франсуа Фредерик Лемо.
В 1825 году получил Римскую премию в области скульптуры второй степени (за произведение «Прометей прикованный»), а в 1827 году — Римскую премию первой степени (за горельеф «Гай Муций Сцевола перед Порсеной», ныне хранящийся в собрании Музея изящных искусств Ренна; в виде исключения, в тот год было выдано две премии первой степени, вторую, за горельеф на такой же сюжет, получил Жан Луи Жале), после чего получил возможность отправиться в Рим, где в 1828—32 годах жил и учился во Французской академии на Вилле Медичи.
В 1834 году дебютировал на ежегодном Парижском салоне, и в дальнейшем выставлялся там регулярно вплоть до 1868 года, причём в 1843 году получил медаль Салона второй степени. 
На Всемирной выставке 1555 года был удостоен бронзовой медали. 
Кавалер ордена Почетного легиона (1857).
Скончался скульптор Ланно в 1871 году в Бомон-сюр-Уазе.
В городе Ренне его именем с 1906 года названа улица.

## Творчество
Выполнил, среди прочего:
- Три скульптуры для фасадов Лувра (статуи Блеза Паскаля, Эспри Флешье и Аллегорию древнеегипетского искусства)
- Бюст адмирала Франции Гийома Гуфье де Бониве для Версаля
- Статую Фенелона для парижского фонтана Сен-Сюльпис (в общей сложности, фонтан украшен четырьмя статуями работы разных авторов)
- Медальоны с изображениями художников Николя Пуссена и Эсташа Лесюэра для фасадов Высшей школе изящных искусств Парижа
- Статуи Аполлона и девяти муз для фасадов реннского Оперного театра
- Памятник маршалу Брюну для города Брив-ла-Гайард (утрачен в годы Второй мировой войны)
- Статую государственного деятеля Бертрана д’Аржантрэ для Дворца парламента Бретани в Ренне (была утрачена в 1960 году).

## Галерея

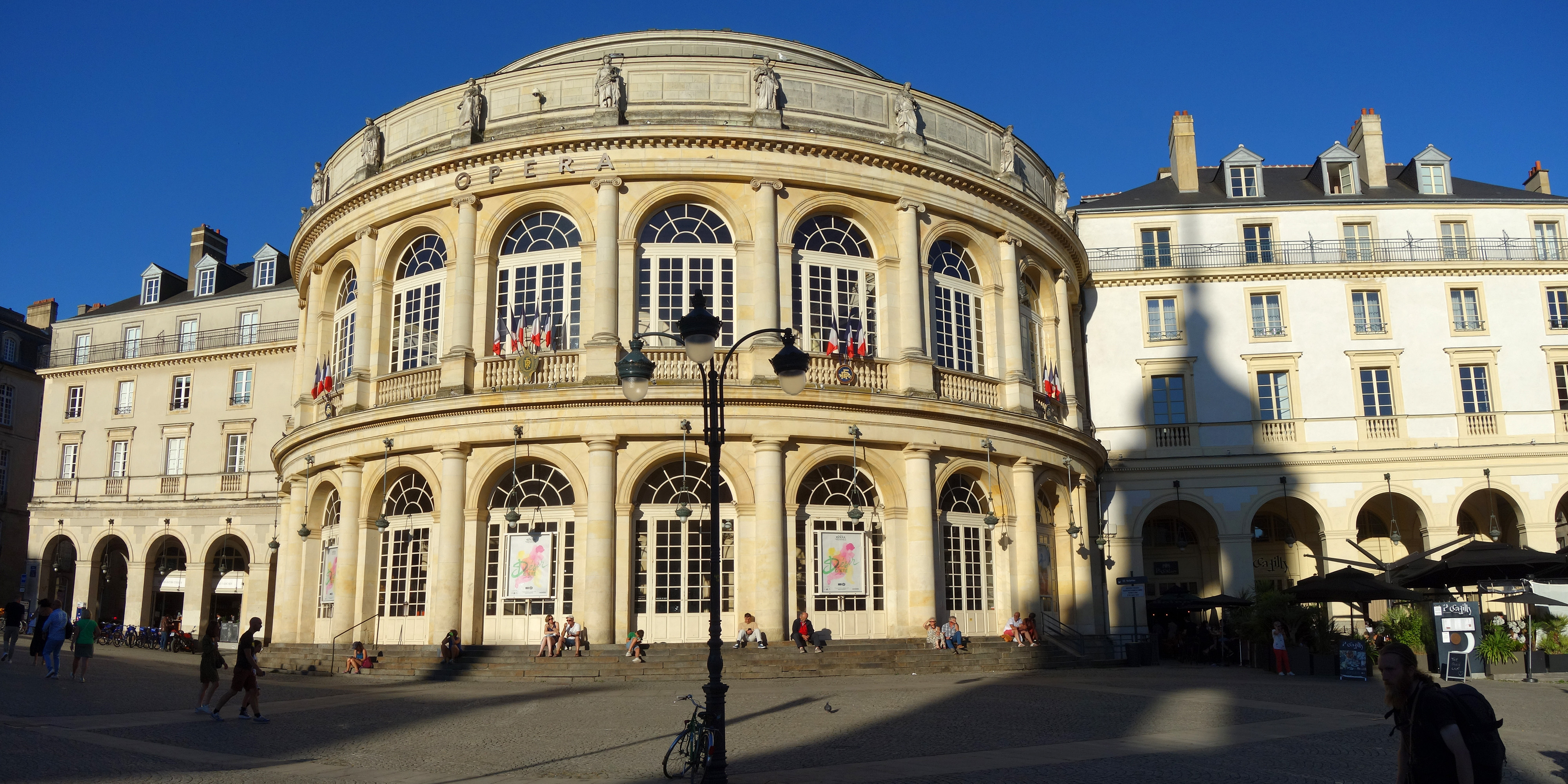
Статуи Аполлона и девяти муз (в верхней части фасада), Оперный театр, Ренн
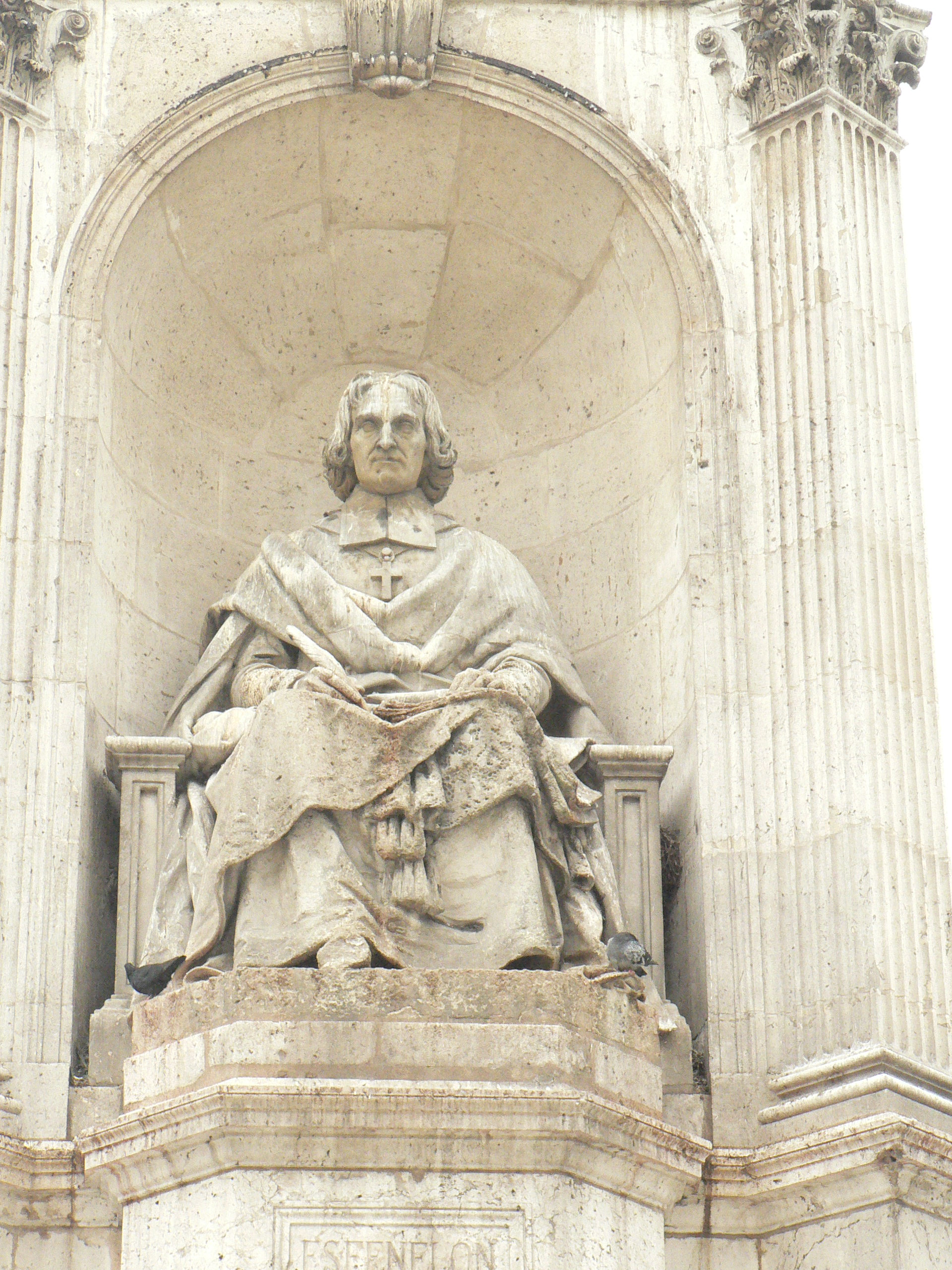
Фенелон, фонтан Сен-Сюльпис, Париж
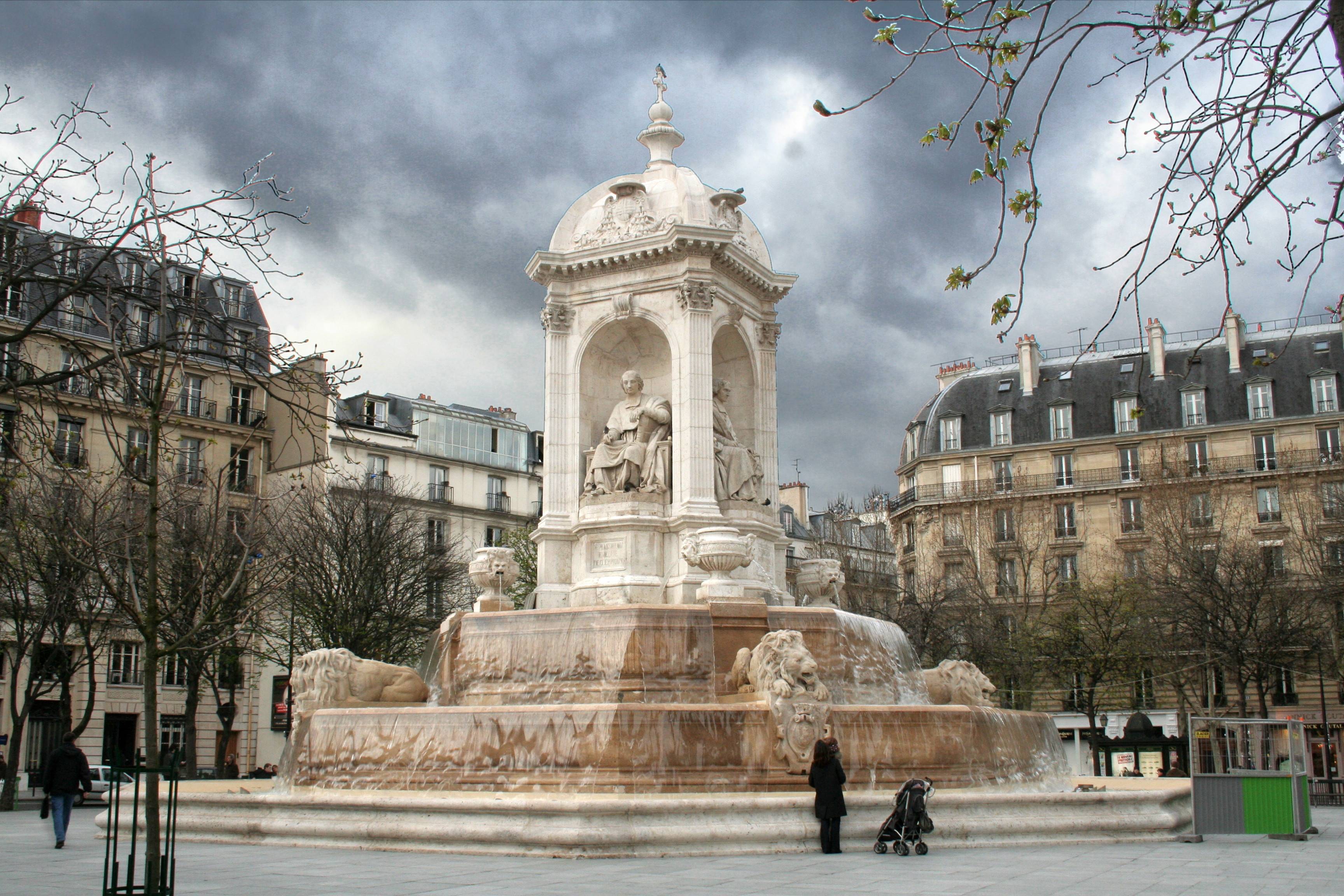
Общий вид фонтана Сен-Сюльпис
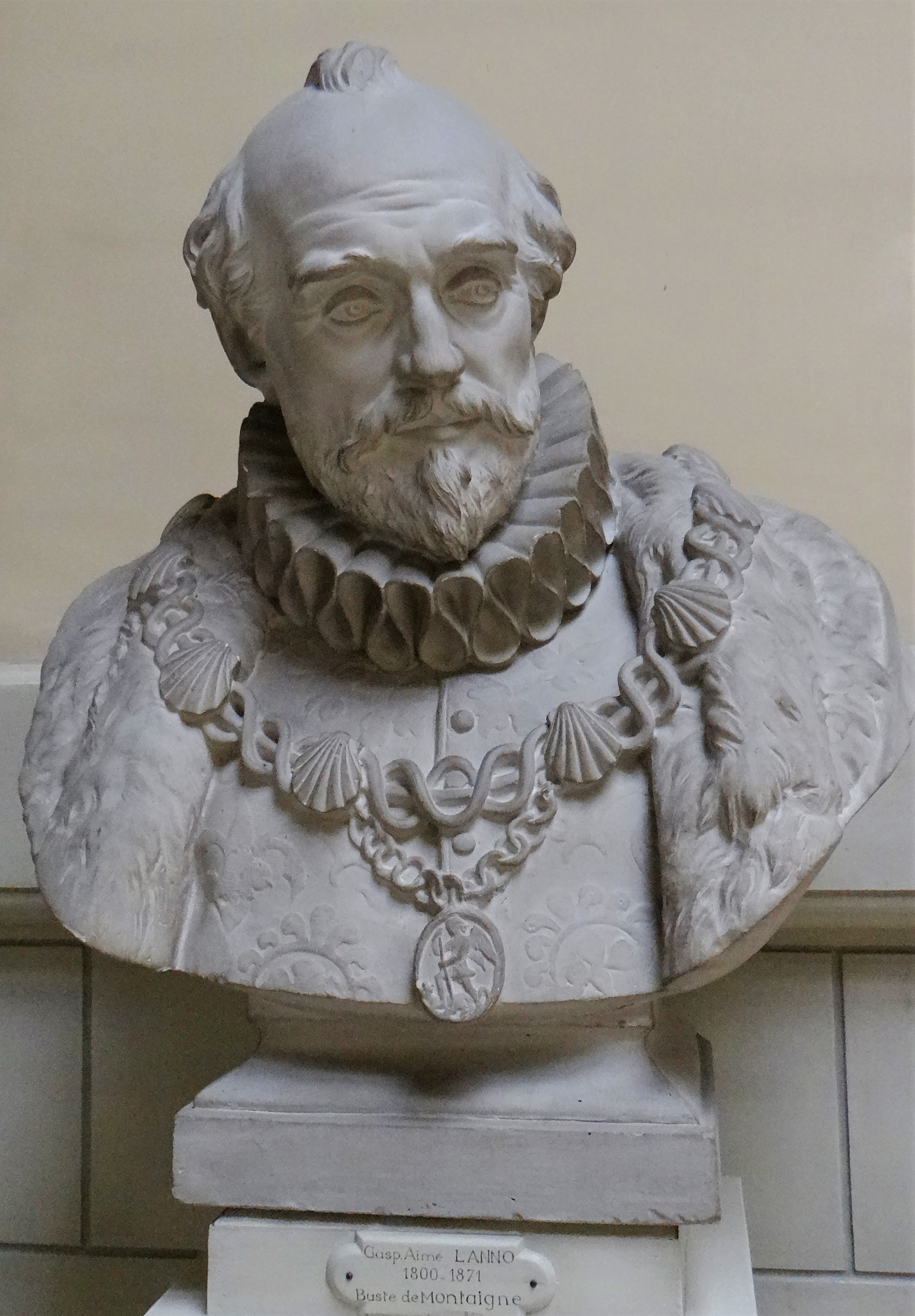
Монтень, Музей изящных искусств и археологии Перигора, Перигё
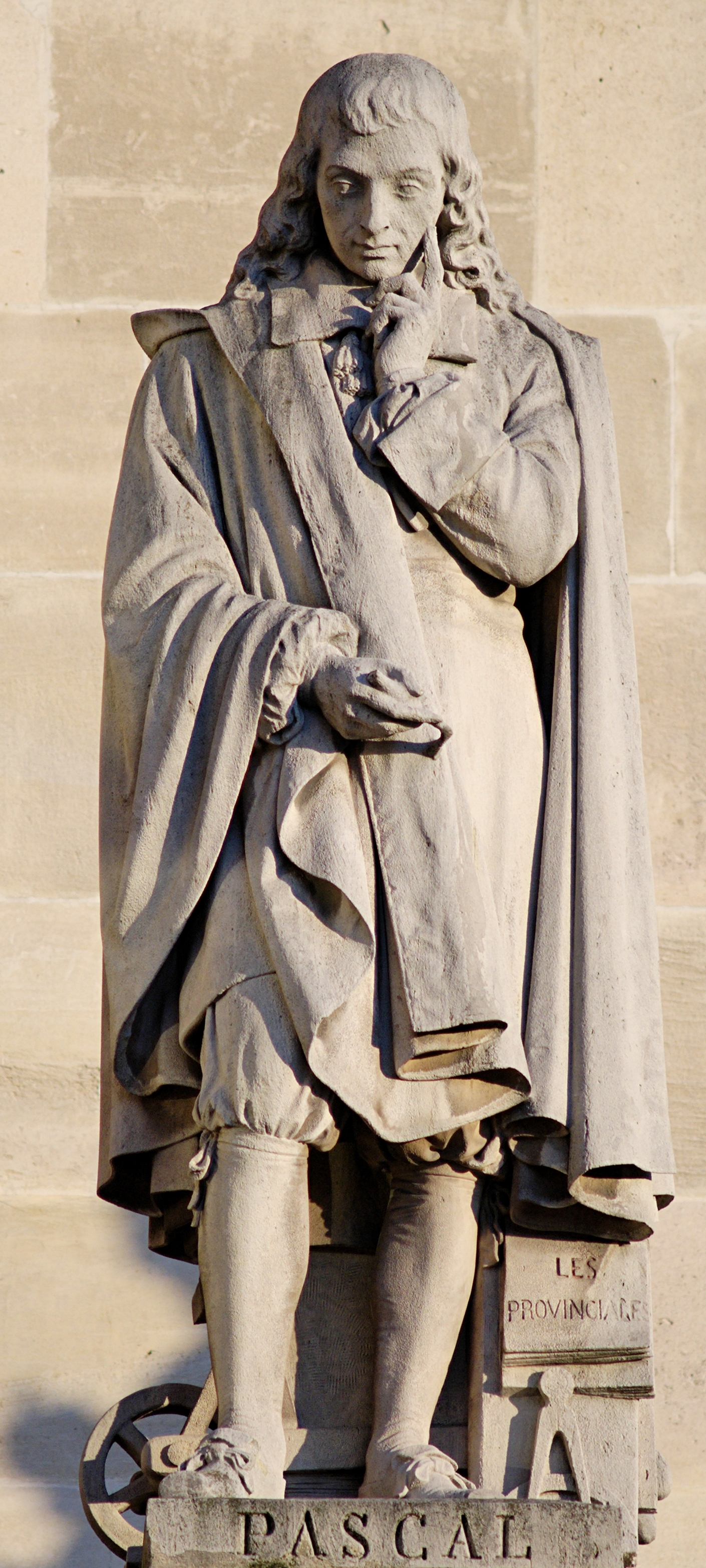
Блез Паскаль, Лувр (фасад)
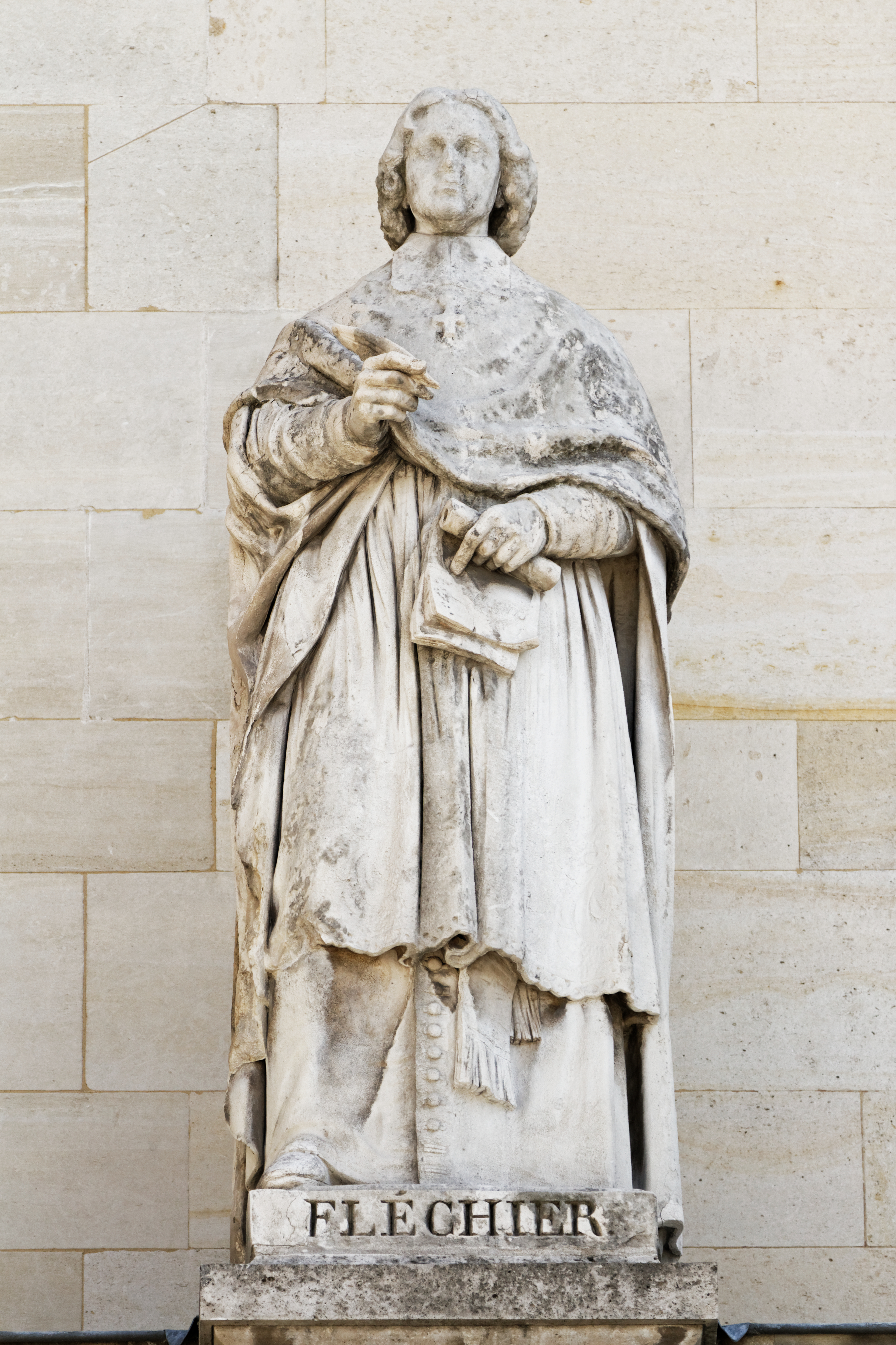
католический проповедник Эспри Флешье, Лувр (фасад)
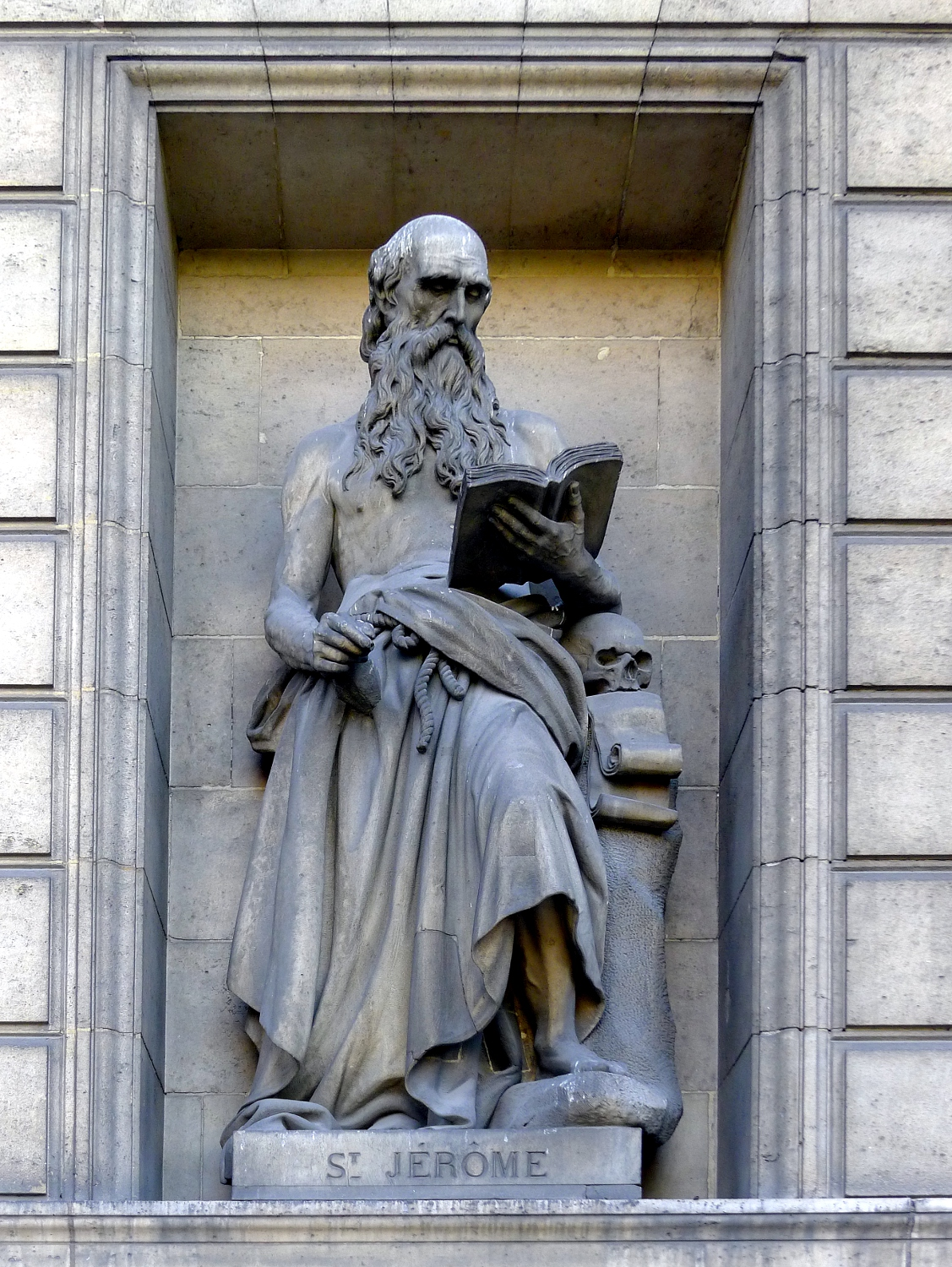
Святой Иероним, Церковь Мадлен (фасад), Париж
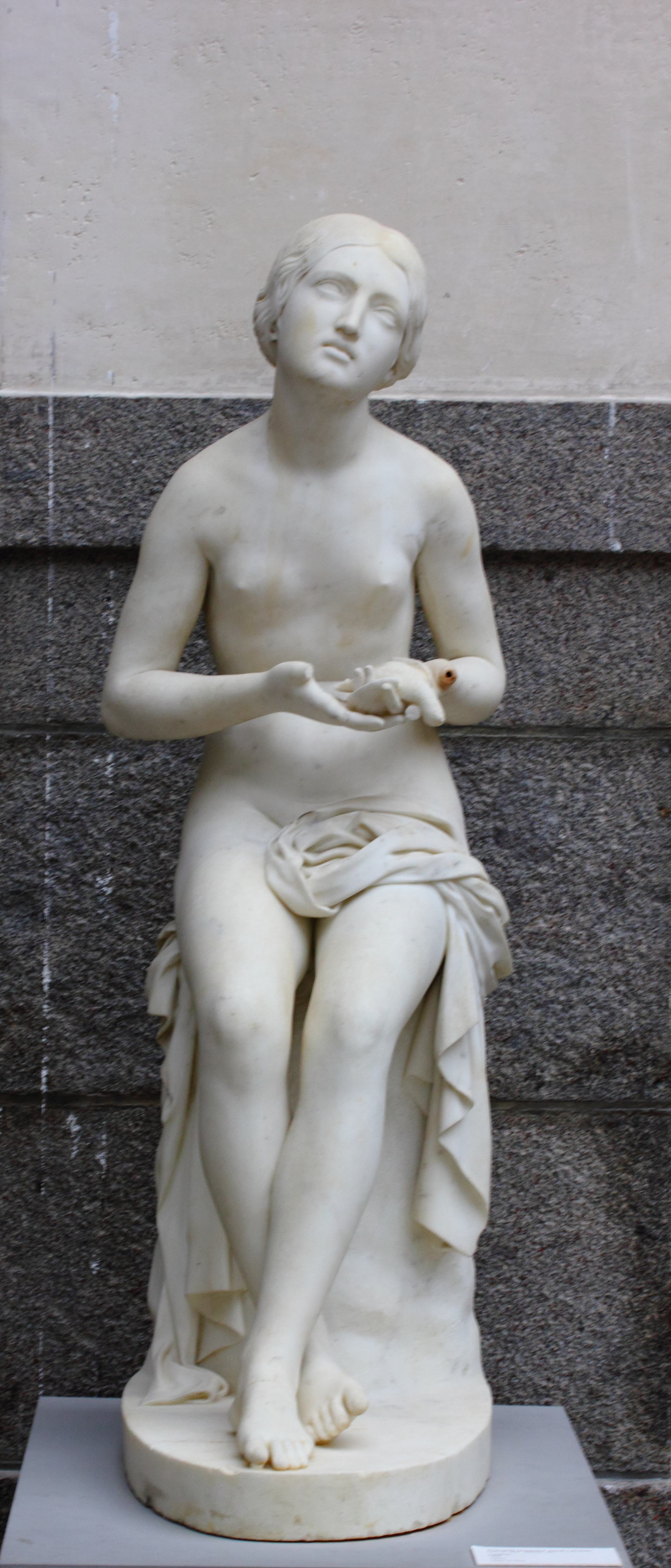
Лесбия, 1832, Музей изящных искусств Ренна